# 三宅靖志
三宅靖志（日语：／ Miyake Yasushi，1974年2月26日—），日本男子摔跤运动员。他曾代表日本参加亚洲摔跤锦标赛，获得一枚银牌和三枚铜牌。他也曾参加1996年夏季奥林匹克运动会。